# 巴克敏斯特·富勒
理查·巴克敏斯特·富勒（英語：Richard Buckminster Fuller，1895年7月12日—1983年7月1日），美國哲學家、建築師及發明家 。曾在1946年取得戴美克森氏投影法的專利。
富勒發表超過30本書，發明和普及的詞彙，他還開發了眾多的發明，主要是建築設計，最著名的是網格穹頂。富勒烯也是其形狀類似富勒的球型屋頂而得名。

## 生平
巴克敏斯特·富勒生於1895年7月12日，美國馬薩諸塞州米爾頓。
富勒在12歲那年時，創造用雨傘推動划艇前進的發明。憑藉著發明時的知識，進入哈佛大學就讀，但曾先後兩次被開除。
32歲時，富勒處於破產状况，住在伊利諾伊州芝加哥市的低收入公共住房里。1927年，富勒的女兒亞歷山德拉死於小兒麻痺症和腦膜炎併發症。據說，這使他經常醉酒，并曾想自殺。
20世紀50年代，有关方面開始承認他设计的巨大的球形圓頂。1955年，富勒任教於聖路易斯華盛頓大學。他在那裡會見了詹姆斯菲茨吉，并成為親密的朋友和同事。從1959年到1970年，富勒任教於卡本代爾南伊利諾伊大學。1968年，他成为该校藝術和設計學院的全职教授。作為設計師、科學家、開發商和作家，他在世界各地演講。1965年，富勒開創了世界設計科學10年（1965年至1975年）。在巴黎建築師國際聯合的會議上，曾說了這樣一句名言：「實踐科學真理，解決人類問題。」（applying the principles of science to solving the problems of humanity）。
富勒獲得28項美國專利和許多榮譽博士學位。1970年1月16日，他獲得由美國建築師學會頒發的金獎。他還獲得許多其他的獎項，其中包括1983年2月23日由美國總統雷根頒發給他的總統自由勳章。

## 逝世

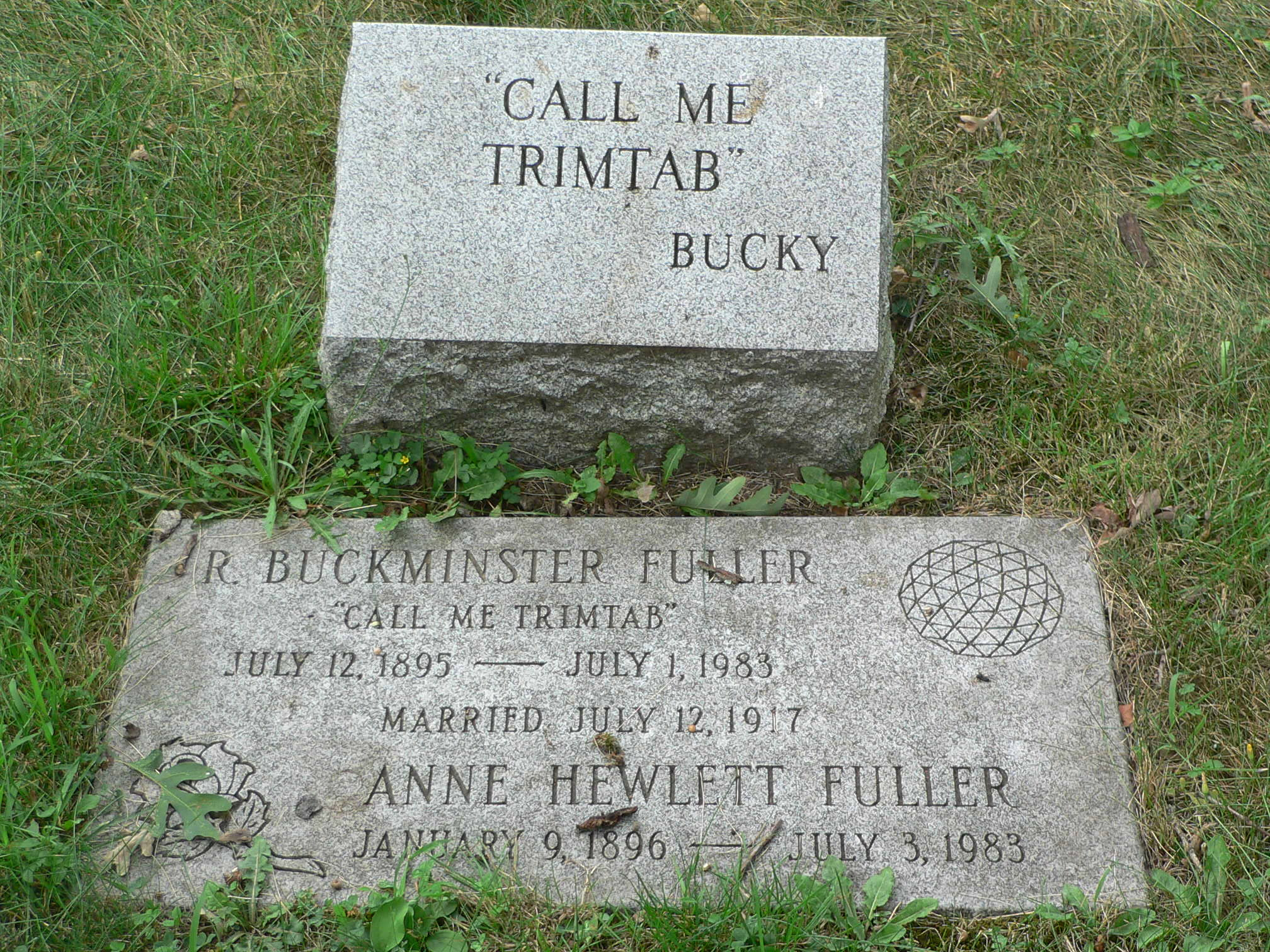

富勒於1983年7月1日去世，终年87歲。富勒死亡前，他的妻子由於癌症，在洛杉磯醫院已陷入昏迷状态。富勒的妻子在他去世36小時以后也去世。他们合葬于位于馬薩諸塞州劍橋的奧本山公墓。
2004年7月12日，美國郵政總局發布了新的紀念郵票表彰富勒在其50週年的專利穹頂和他109歲冥誕。

## 主要設計項目

### 穹頂
富勒是最出名的是他的穹頂，它已被用來作為軍事雷達站、民用建築、環保領域的抗議營地和展覽景點。

### 地圖投影
富勒還設計了一個替代的投影圖，稱為戴美克森氏投影法。此舉的目的是要表明地球大陸的投影時，最小的失真或印在一個平面上。

## 轶事
富勒是飞行的常客，經常要穿越不同的時區。他戴有3個手錶：一個手表显示他剛離開的時區的时间，另一個手表显示他目前所待的時區的时间；第三個手表则显示他将要到達的時區的时间。
富勒指出，把單張报紙插入西裝外套与恤衫之间，在長時間的飛行中能有效地隔熱。

## 概念和建築物
- （英文）巴克敏斯特·富勒的28項專利
- （英文）富勒地圖（1946）
- 空間桁架（1961）
- 蒙特利爾生物圈計劃（1967年），美國館的世界博覽會

## 專利
（從表發明內容：專利R. Buckminster Fuller的作品 （1983年）， ISBN 0-312-43477-4 ）
- 1927 美國專利第1,633,702号
- 1927 美國專利第1,634,900号
- 1928（Application Abandoned）4D House
- 1937 美國專利第2,101,057号
- 1940 美國專利第2,220,482号
- 1944 美國專利第2,343,764号
- 1944 美國專利第2,351,419号
- 1946 美國專利第2,393,676号
- 1946（無專利）Dymaxion House (Wichita)
- 1954 美國專利第2,682,235号
- 1959 美國專利第2,881,717号
- 1959 美國專利第2,905,113号
- 1959 美國專利第2,914,074号
- 1961 美國專利第2,986,241号
- 1962 美國專利第3,063,521号
- 1963 美國專利第3,080,583号
- 1964 美國專利第3,139,957号
- 1965 美國專利第3,197,927号
- 1965 美國專利第3,203,144号
- 1965（現場 - 無專利）Octa Spinner
- 1967 美國專利第3,354,591号
- 1970 美國專利第3,524,422号
- 1974 美國專利第3,810,336号
- 1975 美國專利第3,863,455号
- 1975 美國專利第3,866,366号
- 1979 美國專利第4,136,994号
- 1980 美國專利第4,207,715号
- 1983 美國專利第4,377,114号

## 出版書籍
- 4d Timelock（1928）
- Nine Chains to the Moon（1938） ISBN 9780224008006
- Untitled Epic Poem on the History of Industrialization（1962） ISBN 9780671204778
- Ideas and Integrities, a Spontaneous Autobiographical Disclosure（1963）ISBN 0-13-449140-8
- No More Secondhand God and Other Writings（1963） ISBN 9780809302475
- Education Automation: Freeing the Scholar to Return（1963） ISBN 9780809301379
- What I Have Learned: A Collection of 20 Autobiograhical Essays,Chapter "How Little I Know",（1968）  ISBN 9780130246202
- Operating Manual for Spaceship Earth（1969）ISBN 0-8093-2461-X
- Utopia or Oblivion (1969) ISBN 0-553-02883-9
- Approaching the Benign Environment (1970) ISBN 0-8173-6641-5
- I Seem to Be a Verb (1970) coauthors Jerome Agel,Quentin Fiore, ISBN 1-127-23153-7
- Intuition (1970)
- Buckminster Fuller to Children of Earth (1972) compiled and photographed by Cam Smith, ISBN 0-385-02979-9
- The Dymaxion World of Buckminster Fuller (1960, 1973) coauthor Robert Marks, ISBN 0-385-01804-5
- Earth, Inc (1973) ISBN 0-385-01825-8
- Synergetics: Explorations in the Geometry of Thinking （页面存档备份，存于）(1975) in collaboration with E.J. Applewhite with a preface and contribution by Arthur L. Loeb, ISBN 0-02-541870-X
- Tetrascroll: Goldilocks and the Three Bears, A Cosmic Fairy Tale (1975)  ISBN 9780312793623
- And It Came to Pass—Not to Stay (1976) ISBN 0-02-541810-6
- R. Buckminster Fuller on Education (1979) ISBN 0-87023-276-2
- Synergetics 2: Further Explorations in the Geometry of Thinking （页面存档备份，存于） (1979) in collaboration with E.J. Applewhite
- Buckminster Fuller Sketchbook (1981)
- Critical Path (book)|Critical Path (1981) ISBN 0-312-17488-8
- Grunch of Giants (1983) ISBN 0-312-35193-3
- Humans in Universe (1983) coauthor Anwar Dil, ISBN 0-89925-001-7
- Cosmography: A Posthumous Scenario for the Future of Humanity (1992) coauthor Kiyoshi Kuromiya, ISBN 0-02-541850-5